# Ringsted Stadion
Ringsted Stadion er et fodboldstadion i Ringsted, som er hjemsted for fodboldklubben, Ringsted IF.